# Fiu

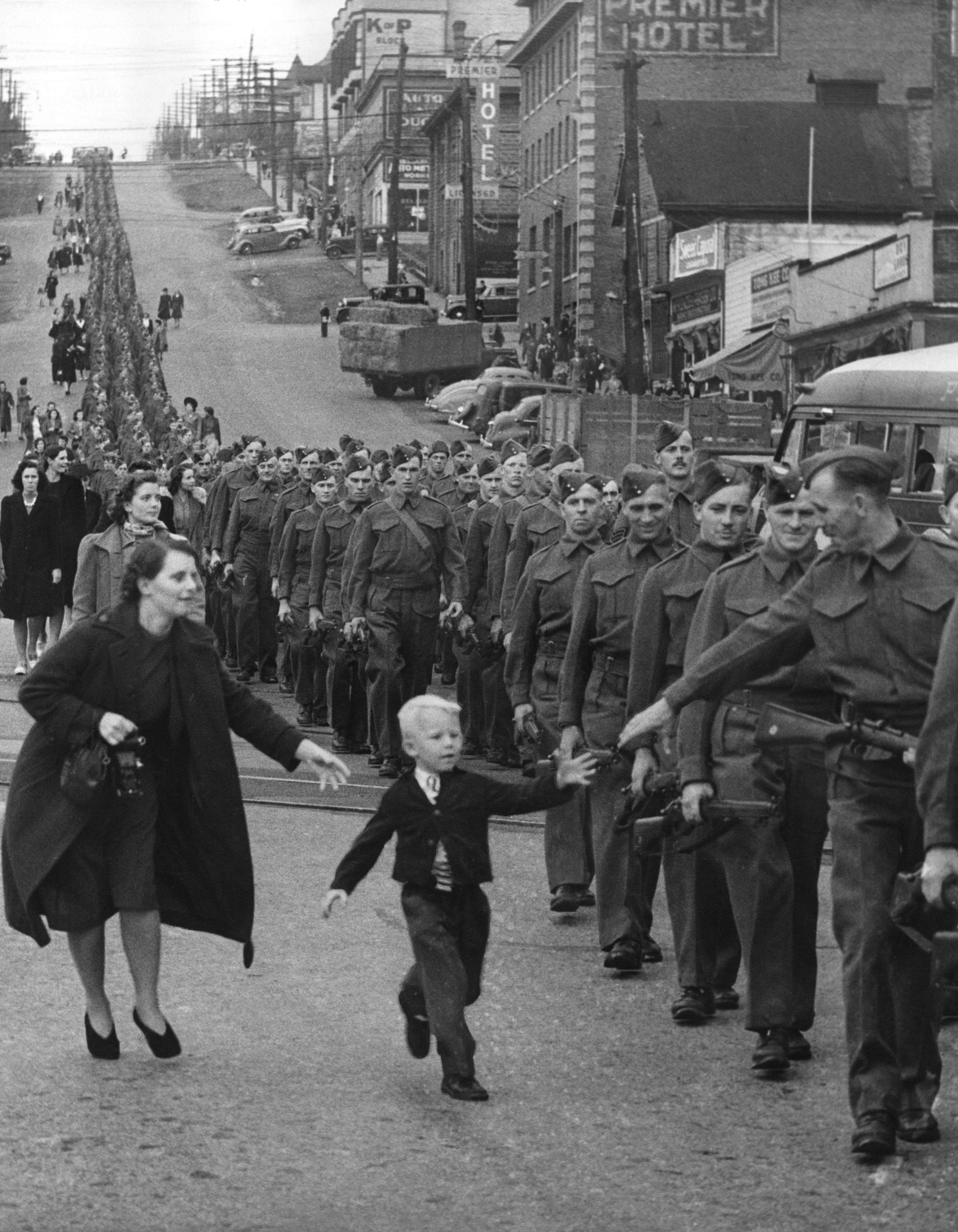

În terminologia de rudenie, un fiu este o descendentul de gen masculin al unei relații dintre doi părinți; descendentul de gen feminin se numește fiică.